# 扩充
在音乐中，扩充是指一个乐思陈述单位内部的延伸和发展。一般利用主题发展手法，如重复、模进、变奏等等，或者直接用阻碍终止的和声手法使结束的位置推迟。扩充出来的数量要计算在该陈述结构单位之内。
应注意的是，扩充与补充不同，前者是结构内部的扩充，而后者则是在完满终止之后在结构外的补充。